# Janškovo selo
Janškovo selo este o localitate din comuna Velenje, Slovenia, cu o populație de 158 de locuitori.